# Бесар Халімі
Бесар Халімі (алб. Besar Halimi, нар. 12 грудня 1994, Франкфурт-на-Майні) — косовський та німецький футболіст, півзахисник клубу «Майнц 05» і національної збірної Косова.

## Клубна кар'єра
Народився 12 грудня 1994 року в місті Франкфурт-на-Майні. Розпочав займатися футболом у 2000 році в клубі «Айнтрахт» з його рідного міста. У 2007 році він продовжив тренуватися в команді «Дармштадт 98», а з 2009 року — у «Нюрнберзі». За «Нюрнберг» Халімі грав у Бундеслізі для футболістів до 19 років, а резервну команду клубу він виступав у Регіональній лізі.
У липні 2013 року футболіст перейшов в «Штутгарт», де також грав за другу команду клубу у Третій лізі. 21 вересня того ж року він дебютував на професійному рівні, вийшовши у стартовому складі «Штутгарта II» в домашньому матчі проти ерфуртського «Рот-Вайсса» (2:1). 
Після цього у сезоні 2014/15 виступав у тому ж дивізіоні за «Штутгартер Кікерс», взявши участь у 37 матчах чемпіонату.
У липні 2015 року підписав контракт із клубом Бундесліги «Майнц 05», але майже відразу ж був відданий в оренду команді Другої Бундесліги «Франкфурту» з рідного міста. У другій за рівнем німецькій лізі Халімі дебютував 25 липня 2015 року в домашньому матчі проти «РБ Лейпцига» (0:1). Через 3 тижні він забив свій перший гол у Другій Бундеслізі, відкривши рахунок на першій хвилині домашнього поєдинку проти «Карлсруе» (1:2). Загалом відіграв за франкфуртський клуб наступний сезон своєї ігрової кар'єри, зігравши у 26 матчах чемпіонату, проте не врятував команду від вильоту в Третю лігу.
Влітку 2016 року Бесар повернувся в «Майнц 05», але став виступати за команду дублерів, що також грала у Третій лізі.

## Виступи за збірні
Протягом 2011–2012 років виступав у складі юнацької збірної Німеччини, взяв участь у 3 іграх на юнацькому рівні, після чого до бундестім не викликався.
Через це, маючи косоварські корені, 10 жовтня 2015 року Бесар Халімі зміг дебютувати за збірну Косова у товариському матчі проти збірної Екваторіальної Гвінеї, вийшовши у стартовому складі.
| Дата       | Місто              | Господарі         | Результат | Гості  | Турнір            | Голи | Примітки |
| ---------- | ------------------ | ----------------- | --------- | ------ | ----------------- | ---- | -------- |
| 03/06/2016 | Франкфурт-на-Майні | Фарерські острови | 0 – 2     | Косово | товариський матч  | -    | 79'      |
| 05/09/2016 | Турку              | Фінляндія         | 1 – 1     | Косово | Відбір до ЧС 2018 | -    | 81'      |
| Усього     |                    | Матчів            | 2         |        | Голів             | 0    |          |

## Титули і досягнення
- Володар Кубка Данії (1):

«Брондбю»: 2017-18